# Autodrom Česká Lípa
Das Autodrom Česká Lípa (auch: Global Assistance Racing Arena Autodrom Česká Lípa), ursprünglich Autodrom Sosnová genannt, ist eine Motorsport-Rennstrecke bei Sosnová u České Lípy. Sie besteht aus einer Asphaltbahn sowie einer geschotterten Offroad-Piste. Beide Streckenteile können kombiniert genutzt werden, wie es beispielsweise beim Rallycross der Fall ist.

## Lage

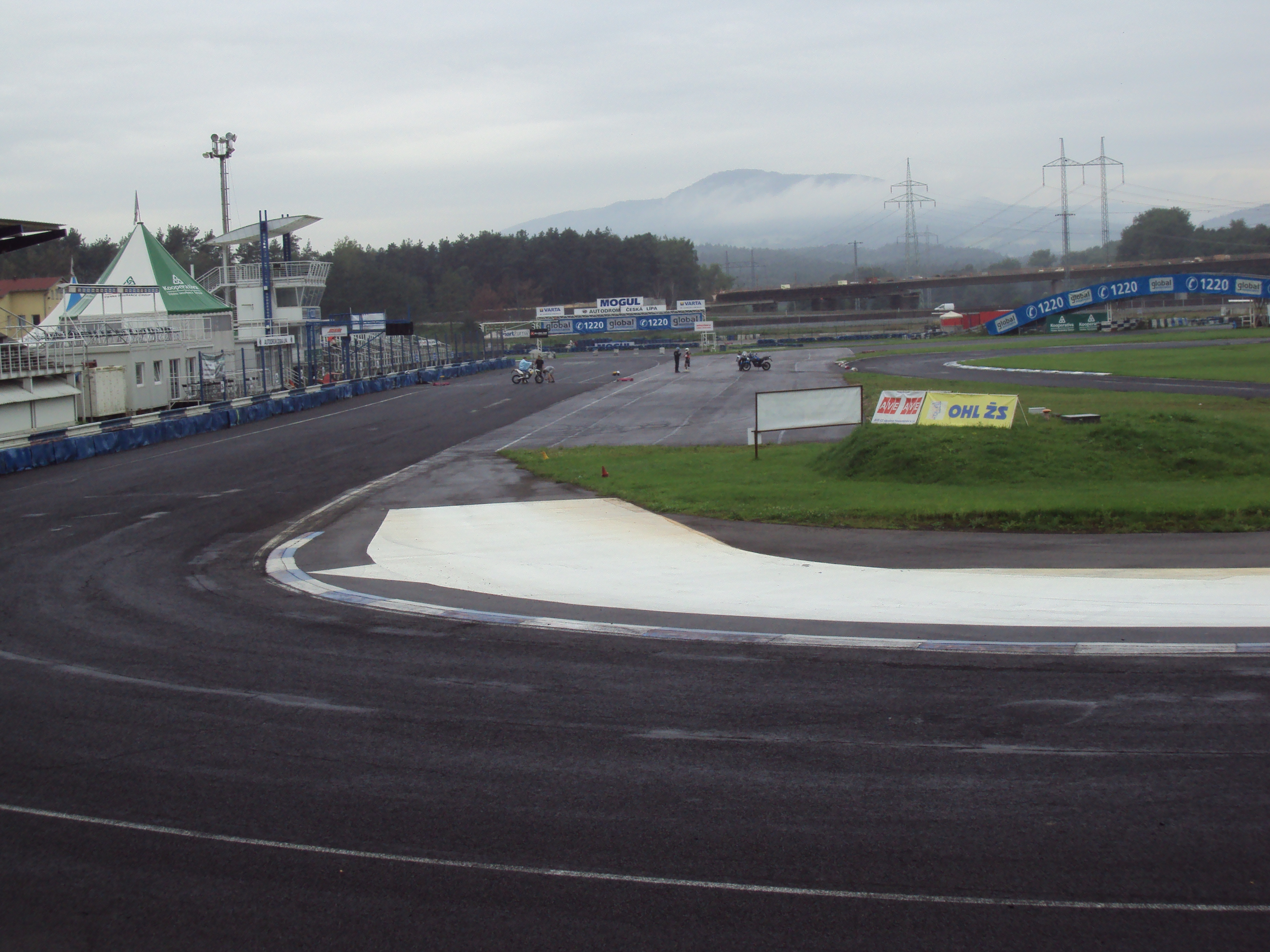
Startbereich der Strecke

Die eingezäunte Anlage liegt östlich in unmittelbarer Nähe der Fernverkehrsstraße I/9 von Prag nach Česká Lípa, etwa 2 km südlich von Česká Lípa. Die Straße trennt es vom Dorf Sosnová, und auf dieser Straße, in der Nähe eines Funkmastes, wurde 2011 die Abzweigung zur Umgehungsstraße von Česká Lípa gebaut. Eine lokale Straße führt um das Gelände herum durch den Wald zum Dorf Okřešice.

## Geschichte
Ende 2021 wurde die Rallycrossstrecke dauerhaft asphaltiert. Dadurch kann sie nun auch als vollwertige Rennstrecke genutzt werden. 

## Veranstaltungen

### Rallycross

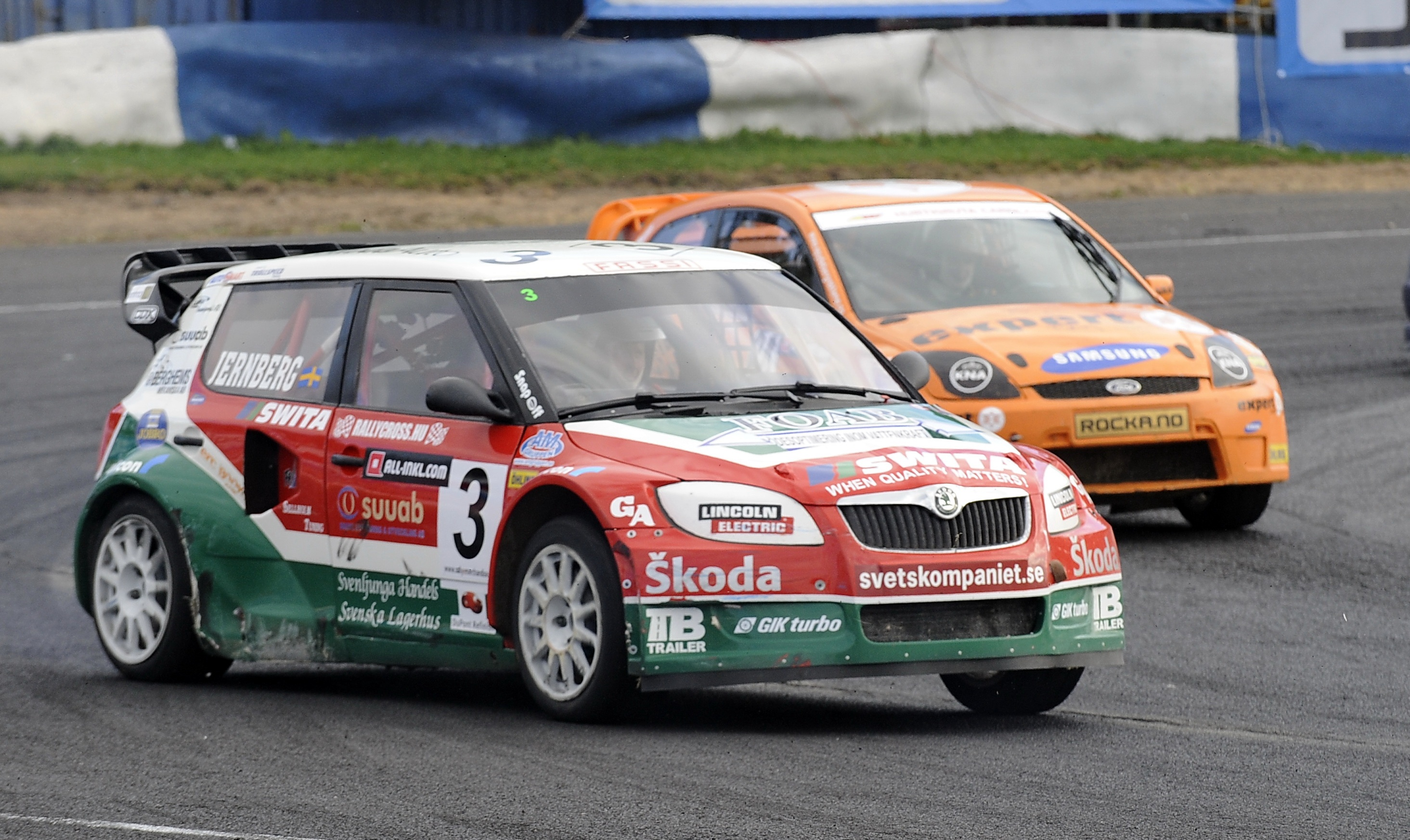
Ralleycross-EM 2009 in Česká Lípa

Das Autodrom war von 1995 bis 2011 die tschechische Station für die Rallycross-Europameisterschaft, nur zweimal wich man nach Sedlčany aus. 1998, 2007 und 2009 markierte der Wertungslauf auch das EM-Saisonfinale.

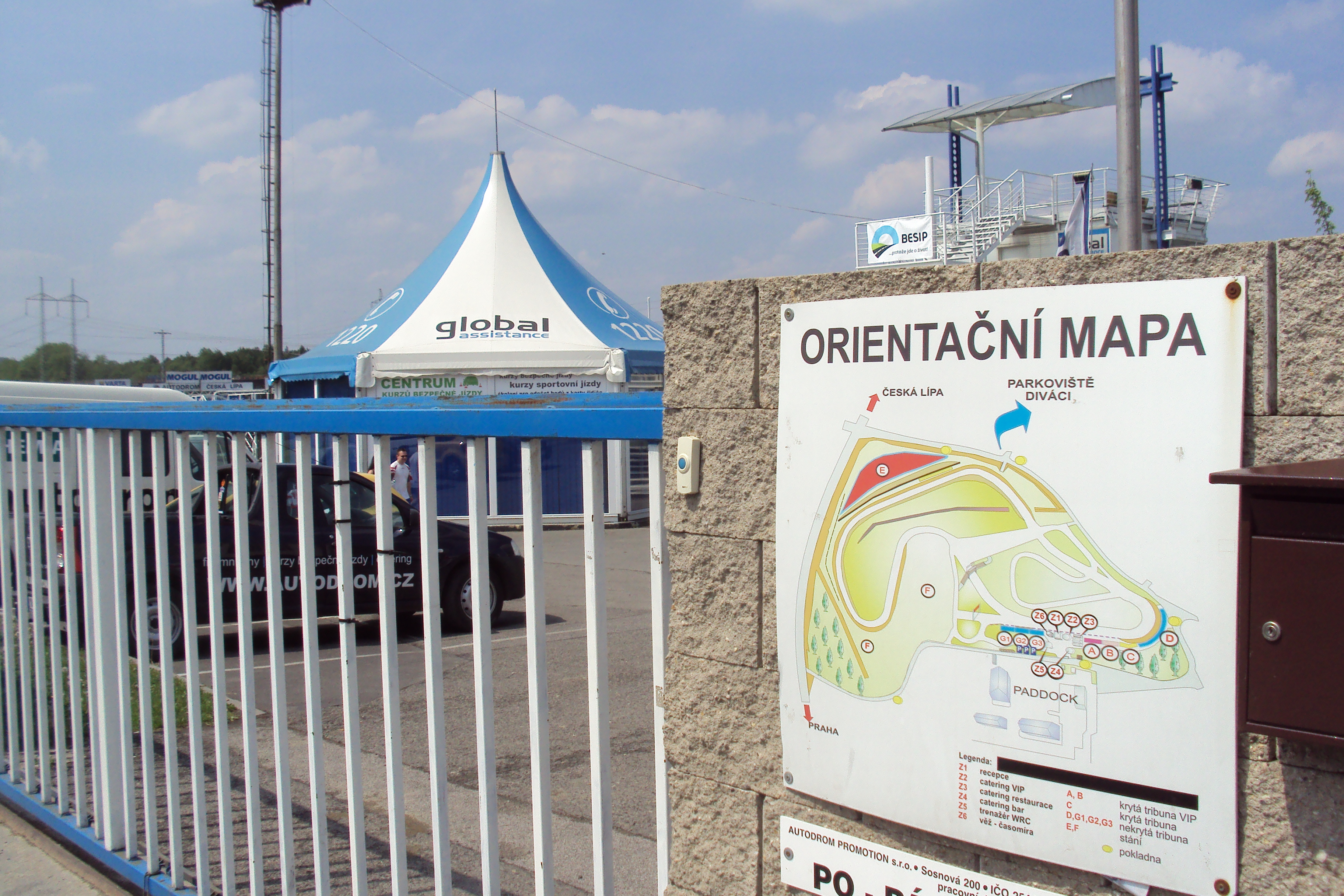
Eingang mit Plan der Anlage

### Gesamtsieger der Division 1/Supercars
- 2011: Sverre Isachsen (Ford Focus Mk2 T16 4x4)
- 2010: Sverre Isachsen (Ford Focus ST T16 4x4)
- 2009: Sverre Isachsen (Ford Focus ST T16 4x4)
- 2008: Kenneth Hansen (Citroën C4 T16 4x4)
- 2007: Lars Larsson (Škoda Fabia T16 4x4)
- 2006: Sverre Isachsen (Ford Focus T16 4x4)
- 2005: Michael Jernberg (Ford Focus T16 4x4)
- 2004: Morten Bermingrud (Citroën Xsara T16 4x4)
- 2002: Kenneth Hansen (Citroën Xsara WRC)
- 2001: Martin Schanche (Opel Astra G T16 4x4)
- 2000: Per Eklund (Saab 9.3 Turbo 16 4x4)
- 1998: Michael Jernberg (Ford Escort RS Cosworth)
- 1997: Ludvig Hunsbedt (Ford Escort RS 2000 T16 4x4)
- 1996: Martin Schanche (Ford Escort RS 2000 T16 4x4)
- 1995: Martin Schanche (Ford Escort RS 2000 T16 4x4)

### Weitere Serien
Einmal jährlich werden Läufe zur tschechischen Kart- oder Rallycross-Meisterschaft ausgetragen. Im Juni 2013 gastierte die FIM-Supermoto-Weltmeisterschaft vor fast 5000 Zuschauern. Darüber hinaus werden mehrere Sonderprüfungen der Rally Bohemia auf der Strecke ausgetragen.
Genutzt wird das Autodrom auch für Fahrsicherheitstrainings, private Renntrainings oder für Firmenevents.